# ارنی گریمزدل
ارنی گریمزدل (انگلیسی: Ernie Grimsdell; ۱۸ اوت ۱۸۹۲ – ۲۰ سپتامبر ۱۹۴۷) بازیکن فوتبال بود.
وی همچنین در تیم ملی فوتبال England Amateurs بازی کرده‌است.